# World Team Cup 2008
La World Team Cup 2008 è stata la 32ª edizione della World Team Cup,torneo di tennis maschile riservato alle squadre nazionali.

## Gruppo Blu

### Classifica
| Posizione | Nazione  | Punti | Incontri | Set    |
| --------- | -------- | ----- | -------- | ------ |
| 1.        | Russia   | 2 – 1 | 6 – 3    | 12 – 9 |
| 2.        | Italia   | 2 – 1 | 5 – 4    | 13 – 9 |
| 3.        | Germania | 1 – 2 | 3 – 6    | 8 – 13 |
| 4.        | Spagna   | 1 – 2 | 4 – 5    | 9 – 11 |

### Germania vs. Spagna
| Germania 2 | Düsseldorf, Germania 18 - 19 maggio 2008 terra | Düsseldorf, Germania 18 - 19 maggio 2008 terra                           | Spagna 1 |     |      |  |
| \| \| \| \| 1 \| 2 \| 3 \| \| \| - \| \| ------------------------------------------------------------------------ \| ---- \| --- \| ---- \| \| \| 1 \| \| Philipp Kohlschreiber David Ferrer \| 6 1 \| 6 0 \| \| \| \| 2 \| \| Denis Gremelmayr Feliciano López \| 4 6 \| 3 6 \| \| \| \| 3 \| \| Christopher Kas / Philipp Petzschner Marcel Granollers / Feliciano López \| 65 7 \| 6 4 \| 10 5 \| \| |                                                |                                                                          |          |     |      |  |
| |                                                |                                                                          | 1        | 2   | 3    |  |
| 1 | Germania (bandiera) · Spagna (bandiera)        | Philipp Kohlschreiber David Ferrer                                       | 6 1      | 6 0 |      |  |
| 2 | Germania (bandiera) · Spagna (bandiera)        | Denis Gremelmayr Feliciano López                                         | 4 6      | 3 6 |      |  |
| 3 | Germania (bandiera) · Spagna (bandiera)        | Christopher Kas / Philipp Petzschner Marcel Granollers / Feliciano López | 65 7     | 6 4 | 10 5 |  |

### Russia vs. Italia
| Russia 2 | Düsseldorf, Germania 18 - 19 maggio 2008 terra | Düsseldorf, Germania 18 - 19 maggio 2008 terra                   | Italia 1 |      |     |  |
| \| \| \| \| 1 \| 2 \| 3 \| \| \| - \| \| ---------------------------------------------------------------- \| --- \| ---- \| --- \| \| \| 1 \| \| Michail Južnyj Potito Starace \| 6 4 \| 5 7 \| 6 2 \| \| \| 2 \| \| Igor' Andreev Simone Bolelli \| 6 3 \| 62 7 \| 6 3 \| \| \| 3 \| \| Igor' Andreev / Dmitrij Tursunov Simone Bolelli / Potito Starace \| 4 6 \| 4 6 \| \| \| |                                                |                                                                  |          |      |     |  |
| |                                                |                                                                  | 1        | 2    | 3   |  |
| 1 | Russia (bandiera) · Italia (bandiera)          | Michail Južnyj Potito Starace                                    | 6 4      | 5 7  | 6 2 |  |
| 2 | Russia (bandiera) · Italia (bandiera)          | Igor' Andreev Simone Bolelli                                     | 6 3      | 62 7 | 6 3 |  |
| 3 | Russia (bandiera) · Italia (bandiera)          | Igor' Andreev / Dmitrij Tursunov Simone Bolelli / Potito Starace | 4 6      | 4 6  |     |  |

### Germania vs. Italia
| Germania 1 | Düsseldorf, Germania 20 - 21 maggio 2008 terra | Düsseldorf, Germania 20 - 21 maggio 2008 terra                       | Italia 2 |      |      |  |
| \| \| \| \| 1 \| 2 \| 3 \| \| \| - \| \| -------------------------------------------------------------------- \| ---- \| ---- \| ---- \| \| \| 1 \| \| Philipp Kohlschreiber Potito Starace \| 6 2 \| 7 65 \| \| \| \| 2 \| \| Nicolas Kiefer Simone Bolelli \| 65 7 \| 6 7 \| \| \| \| 3 \| \| Christopher Kas / Philipp Petzschner Potito Starace / Simone Bolelli \| 6 2 \| 3 6 \| 4 10 \| \| |                                                |                                                                      |          |      |      |  |
| |                                                |                                                                      | 1        | 2    | 3    |  |
| 1 | Germania (bandiera) · Italia (bandiera)        | Philipp Kohlschreiber Potito Starace                                 | 6 2      | 7 65 |      |  |
| 2 | Germania (bandiera) · Italia (bandiera)        | Nicolas Kiefer Simone Bolelli                                        | 65 7     | 6 7  |      |  |
| 3 | Germania (bandiera) · Italia (bandiera)        | Christopher Kas / Philipp Petzschner Potito Starace / Simone Bolelli | 6 2      | 3 6  | 4 10 |  |

### Spagna vs. Russia
| Spagna 2 | Düsseldorf, Germania 20 - 21 maggio 2008 terra | Düsseldorf, Germania 20 - 21 maggio 2008 terra                        | Russia 1 |     |   |  |
| \| \| \| \| 1 \| 2 \| 3 \| \| \| - \| \| --------------------------------------------------------------------- \| --- \| --- \| - \| \| \| 1 \| \| David Ferrer Michail Južnyj \| 6 3 \| 6 3 \| \| \| \| 2 \| \| Feliciano López Igor' Andreev \| 6 4 \| 6 4 \| \| \| \| 3 \| \| Marcel Granollers / Feliciano López Dmitrij Tursunov / Michail Južnyj \| 3 6 \| 4 6 \| \| \| |                                                |                                                                       |          |     |   |  |
| |                                                |                                                                       | 1        | 2   | 3 |  |
| 1 | Spagna (bandiera) · Russia (bandiera)          | David Ferrer Michail Južnyj                                           | 6 3      | 6 3 |   |  |
| 2 | Spagna (bandiera) · Russia (bandiera)          | Feliciano López Igor' Andreev                                         | 6 4      | 6 4 |   |  |
| 3 | Spagna (bandiera) · Russia (bandiera)          | Marcel Granollers / Feliciano López Dmitrij Tursunov / Michail Južnyj | 3 6      | 4 6 |   |  |

### Russia vs. Germania
| Russia 3 | Düsseldorf, Germania 22 - 23 maggio 2008 terra | Düsseldorf, Germania 22 - 23 maggio 2008 terra                         | Germania 0 |     |     |  |
| \| \| \| \| 1 \| 2 \| 3 \| \| \| - \| \| ---------------------------------------------------------------------- \| ---- \| --- \| --- \| \| \| 1 \| \| Igor' Andreev Philipp Kohlschreiber \| 6 4 \| 6 3 \| \| \| \| 2 \| \| Dmitrij Tursunov Nicolas Kiefer \| 6 4 \| 3 6 \| 7 5 \| \| \| 3 \| \| Dmitrij Tursunov / Michail Južnyj Christopher Kas / Philipp Petzschner \| 7 62 \| 6 3 \| \| \| |                                                |                                                                        |            |     |     |  |
| |                                                |                                                                        | 1          | 2   | 3   |  |
| 1 | Russia (bandiera) · Germania (bandiera)        | Igor' Andreev Philipp Kohlschreiber                                    | 6 4        | 6 3 |     |  |
| 2 | Russia (bandiera) · Germania (bandiera)        | Dmitrij Tursunov Nicolas Kiefer                                        | 6 4        | 3 6 | 7 5 |  |
| 3 | Russia (bandiera) · Germania (bandiera)        | Dmitrij Tursunov / Michail Južnyj Christopher Kas / Philipp Petzschner | 7 62       | 6 3 |     |  |

### Spagna vs. Italia
| Spagna 1 | Düsseldorf, Germania 22 - 23 maggio 2008 terra | Düsseldorf, Germania 22 - 23 maggio 2008 terra                      | Italia 2 |      |     |  |
| \| \| \| \| 1 \| 2 \| 3 \| \| \| - \| \| ------------------------------------------------------------------- \| --- \| ---- \| --- \| \| \| 1 \| \| David Ferrer Potito Starace \| 6 3 \| 3 6 \| 6 3 \| \| \| 2 \| \| Feliciano López Simone Bolelli \| 4 6 \| 3 6 \| \| \| \| 3 \| \| Marcel Granollers / Feliciano López Simone Bolelli / Potito Starace \| 4 6 \| 64 7 \| \| \| |                                                |                                                                     |          |      |     |  |
| |                                                |                                                                     | 1        | 2    | 3   |  |
| 1 | Spagna (bandiera) · Italia (bandiera)          | David Ferrer Potito Starace                                         | 6 3      | 3 6  | 6 3 |  |
| 2 | Spagna (bandiera) · Italia (bandiera)          | Feliciano López Simone Bolelli                                      | 4 6      | 3 6  |     |  |
| 3 | Spagna (bandiera) · Italia (bandiera)          | Marcel Granollers / Feliciano López Simone Bolelli / Potito Starace | 4 6      | 64 7 |     |  |

## Gruppo rosso

### Classifica
| Posizione | Nazione     | Punti | Incontri | Set     |
| --------- | ----------- | ----- | -------- | ------- |
| 1.        | Svezia      | 3 – 0 | 8 – 1    | 16 – 6  |
| 2.        | Stati Uniti | 2 – 1 | 4 – 5    | 10 – 12 |
| 3.        | Argentina   | 1 – 2 | 4 – 5    | 10 – 10 |
| 4.        | Rep. Ceca   | 0 – 3 | 2 – 7    | 7 – 15  |

### Stati Uniti vs. Repubblica Ceca
| Stati Uniti 2 | Düsseldorf, Germania 18 - 19 maggio 2008 terra | Düsseldorf, Germania 18 - 19 maggio 2008 terra           | Rep. Ceca 1 |      |      |  |
| \| \| \| \| 1 \| 2 \| 3 \| \| \| - \| \| -------------------------------------------------------- \| ---- \| ---- \| ---- \| \| \| 1 \| \| James Blake Tomáš Berdych \| 65 7 \| 65 7 \| \| \| \| 2 \| \| Wayne Odesnik Ivo Minář \| 6 2 \| 6 1 \| \| \| \| 3 \| \| James Blake / Wayne Odesnik Tomáš Berdych / Pavel Vízner \| 0 6 \| 7 5 \| 10 8 \| \| |                                                |                                                          |             |      |      |  |
| |                                                |                                                          | 1           | 2    | 3    |  |
| 1 | Stati Uniti (bandiera) · Rep. Ceca (bandiera)  | James Blake Tomáš Berdych                                | 65 7        | 65 7 |      |  |
| 2 | Stati Uniti (bandiera) · Rep. Ceca (bandiera)  | Wayne Odesnik Ivo Minář                                  | 6 2         | 6 1  |      |  |
| 3 | Stati Uniti (bandiera) · Rep. Ceca (bandiera)  | James Blake / Wayne Odesnik Tomáš Berdych / Pavel Vízner | 0 6         | 7 5  | 10 8 |  |

### Argentina vs. Svezia
| Argentina 1 | Düsseldorf, Germania 18 - 19 maggio 2008 terra | Düsseldorf, Germania 18 - 19 maggio 2008 terra                         | Svezia 2 |     |   |  |
| \| \| \| \| 1 \| 2 \| 3 \| \| \| - \| \| ---------------------------------------------------------------------- \| --- \| --- \| - \| \| \| 1 \| \| Guillermo Cañas Robin Söderling \| 3 6 \| 1 6 \| \| \| \| 2 \| \| Juan Ignacio Chela Thomas Johansson \| 6 2 \| 6 1 \| \| \| \| 3 \| \| Lucas Arnold Ker / Sebastián Prieto Robin Söderling / Robert Lindstedt \| 5 7 \| 2 6 \| \| \| |                                                |                                                                        |          |     |   |  |
| |                                                |                                                                        | 1        | 2   | 3 |  |
| 1 | Argentina (bandiera) · Svezia (bandiera)       | Guillermo Cañas Robin Söderling                                        | 3 6      | 1 6 |   |  |
| 2 | Argentina (bandiera) · Svezia (bandiera)       | Juan Ignacio Chela Thomas Johansson                                    | 6 2      | 6 1 |   |  |
| 3 | Argentina (bandiera) · Svezia (bandiera)       | Lucas Arnold Ker / Sebastián Prieto Robin Söderling / Robert Lindstedt | 5 7      | 2 6 |   |  |

### Stati Uniti vs. Argentina
| Stati Uniti 2 | Düsseldorf, Germania 20 - 21 maggio 2008 terra | Düsseldorf, Germania 20 - 21 maggio 2008 terra                     | Argentina 1 |      |      |  |
| \| \| \| \| 1 \| 2 \| 3 \| \| \| - \| \| ------------------------------------------------------------------ \| ---- \| ---- \| ---- \| \| \| 1 \| \| James Blake Guillermo Cañas \| 7 65 \| 6 4 \| \| \| \| 2 \| \| Wayne Odesnik Juan Ignacio Chela \| 5 7 \| 1 6 \| \| \| \| 3 \| \| Wayne Odesnik / Bobby Reynolds Lucas Arnold Ker / Sebastián Prieto \| 6 3 \| 65 7 \| 10 7 \| \| |                                                |                                                                    |             |      |      |  |
| |                                                |                                                                    | 1           | 2    | 3    |  |
| 1 | Stati Uniti (bandiera) · Argentina (bandiera)  | James Blake Guillermo Cañas                                        | 7 65        | 6 4  |      |  |
| 2 | Stati Uniti (bandiera) · Argentina (bandiera)  | Wayne Odesnik Juan Ignacio Chela                                   | 5 7         | 1 6  |      |  |
| 3 | Stati Uniti (bandiera) · Argentina (bandiera)  | Wayne Odesnik / Bobby Reynolds Lucas Arnold Ker / Sebastián Prieto | 6 3         | 65 7 | 10 7 |  |

### Repubblica Ceca vs. Svezia
| Rep. Ceca 0 | Düsseldorf, Germania 20 - 21 maggio 2008 terra | Düsseldorf, Germania 20 - 21 maggio 2008 terra                  | Svezia 3 |     |      |  |
| \| \| \| \| 1 \| 2 \| 3 \| \| \| - \| \| --------------------------------------------------------------- \| --- \| --- \| ---- \| \| \| 1 \| \| Tomáš Berdych Robin Söderling \| 4 6 \| 6 1 \| 3 6 \| \| \| 2 \| \| Michal Tabara Thomas Johansson \| 2 6 \| 6 4 \| 65 7 \| \| \| 3 \| \| Michal Tabara / Pavel Vízner Robert Lindstedt / Robin Söderling \| 4 6 \| 5 7 \| \| \| |                                                |                                                                 |          |     |      |  |
| |                                                |                                                                 | 1        | 2   | 3    |  |
| 1 | Rep. Ceca (bandiera) · Svezia (bandiera)       | Tomáš Berdych Robin Söderling                                   | 4 6      | 6 1 | 3 6  |  |
| 2 | Rep. Ceca (bandiera) · Svezia (bandiera)       | Michal Tabara Thomas Johansson                                  | 2 6      | 6 4 | 65 7 |  |
| 3 | Rep. Ceca (bandiera) · Svezia (bandiera)       | Michal Tabara / Pavel Vízner Robert Lindstedt / Robin Söderling | 4 6      | 5 7 |      |  |

### Stati Uniti vs. Svezia
| Stati Uniti 0 | Düsseldorf, Germania 22 - 23 maggio 2008 terra | Düsseldorf, Germania 22 - 23 maggio 2008 terra                    | Svezia 3 |     |     |  |
| \| \| \| \| 1 \| 2 \| 3 \| \| \| - \| \| ----------------------------------------------------------------- \| --- \| --- \| --- \| \| \| 1 \| \| James Blake Robin Söderling \| 7 5 \| 3 6 \| 0 6 \| \| \| 2 \| \| Bobby Reynolds Thomas Johansson \| 3 6 \| 6 2 \| 3 6 \| \| \| 3 \| \| Wayne Odesnik / Bobby Reynolds Robert Lindstedt / Robin Söderling \| 1 6 \| 2 6 \| \| \| |                                                |                                                                   |          |     |     |  |
| |                                                |                                                                   | 1        | 2   | 3   |  |
| 1 | Stati Uniti (bandiera) · Svezia (bandiera)     | James Blake Robin Söderling                                       | 7 5      | 3 6 | 0 6 |  |
| 2 | Stati Uniti (bandiera) · Svezia (bandiera)     | Bobby Reynolds Thomas Johansson                                   | 3 6      | 6 2 | 3 6 |  |
| 3 | Stati Uniti (bandiera) · Svezia (bandiera)     | Wayne Odesnik / Bobby Reynolds Robert Lindstedt / Robin Söderling | 1 6      | 2 6 |     |  |

### Argentina vs. Repubblica Ceca
| Argentina 2 | Düsseldorf, Germania 22 - 23 maggio 2008 terra | Düsseldorf, Germania 22 - 23 maggio 2008 terra                   | Rep. Ceca 1 |     |     |  |
| \| \| \| \| 1 \| 2 \| 3 \| \| \| - \| \| ---------------------------------------------------------------- \| ---- \| --- \| --- \| \| \| 1 \| \| Guillermo Cañas Tomáš Berdych \| 2 6 \| 6 3 \| 3 6 \| \| \| 2 \| \| Juan Ignacio Chela Michal Tabara \| 6 0 \| 6 4 \| \| \| \| 3 \| \| Lucas Arnold Ker / Sebastián Prieto Tomáš Berdych / Pavel Vízner \| 7 64 \| 6 3 \| \| \| |                                                |                                                                  |             |     |     |  |
| |                                                |                                                                  | 1           | 2   | 3   |  |
| 1 | Argentina (bandiera) · Rep. Ceca (bandiera)    | Guillermo Cañas Tomáš Berdych                                    | 2 6         | 6 3 | 3 6 |  |
| 2 | Argentina (bandiera) · Rep. Ceca (bandiera)    | Juan Ignacio Chela Michal Tabara                                 | 6 0         | 6 4 |     |  |
| 3 | Argentina (bandiera) · Rep. Ceca (bandiera)    | Lucas Arnold Ker / Sebastián Prieto Tomáš Berdych / Pavel Vízner | 7 64        | 6 3 |     |  |

## Finale

### Russia vs. Svezia
| Russia 1 | Düsseldorf, Germania 24 maggio 2008 terra | Düsseldorf, Germania 24 maggio 2008 terra                            | Svezia 2 |      |      |  |
| \| \| \| \| 1 \| 2 \| 3 \| \| \| - \| \| -------------------------------------------------------------------- \| --- \| ---- \| ---- \| \| \| 1 \| \| Michail Južnyj Robin Söderling \| 3 6 \| 1 6 \| \| \| \| 2 \| \| Igor' Andreev Thomas Johansson \| 2 6 \| 6 3 \| 6 4 \| \| \| 3 \| \| Dmitrij Tursunov / Michail Južnyj Robert Lindstedt / Robin Söderling \| 6 4 \| 65 7 \| 9 11 \| \| |                                           |                                                                      |          |      |      |  |
| |                                           |                                                                      | 1        | 2    | 3    |  |
| 1 | Russia (bandiera) · Svezia (bandiera)     | Michail Južnyj Robin Söderling                                       | 3 6      | 1 6  |      |  |
| 2 | Russia (bandiera) · Svezia (bandiera)     | Igor' Andreev Thomas Johansson                                       | 2 6      | 6 3  | 6 4  |  |
| 3 | Russia (bandiera) · Svezia (bandiera)     | Dmitrij Tursunov / Michail Južnyj Robert Lindstedt / Robin Söderling | 6 4      | 65 7 | 9 11 |  |